# Challenger de Praga II 2020
El torneo RPM Open 2020 fue un torneo profesional de tenis. Perteneció al ATP Challenger Tour 2020. Se disputó en su 1ª edición sobre superficie tierra batida, en Praga, República Checa entre el 24 al el 30 de agosto de 2020.

## Jugadores participantes del cuadro de individuales
| Favorito | País                        | Jugador                 | Rank1 | Posición en el torneo    |
| -------- | --------------------------- | ----------------------- | ----- | ------------------------ |
| 1        | Bandera de Suiza            | Stan Wawrinka           | 17    | Cuartos de final, retiro |
| 2        | Bandera de Francia          | Pierre-Hugues Herbert   | 71    | Tercera ronda            |
| 3        | Bandera de Corea del Sur    | Chung Hyeon             | 142   | Segunda ronda            |
| 4        | Bandera de Alemania         | Yannick Maden           | 149   | Tercera ronda            |
| 5        | Bandera de Bélgica          | Kimmer Coppejans        | 154   | Segunda ronda            |
| 6        | Bandera de Eslovaquia       | Martin Kližan           | 159   | Segunda ronda            |
| 7        | Bandera de Francia          | Arthur Rinderknech      | 161   | Cuartos de final         |
| 8        | Bandera de Letonia          | Ernests Gulbis          | 162   | Tercera ronda            |
| 9        | Bandera de Austria          | Sebastian Ofner         | 163   | Cuartos de final         |
| 10       | Bandera de Canadá           | Steven Diez             | 165   | Segunda ronda            |
| 11       | Bandera del Reino Unido     | Jay Clarke              | 167   | Segunda ronda            |
| 12       | Bandera de Ucrania          | Sergiy Stakhovsky       | 169   | Tercera ronda            |
| 13       | Bandera de los Países Bajos | Robin Haase             | 170   | Cuartos de final         |
| 14       | Bandera de Eslovaquia       | Filip Horanský          | 171   | Segunda ronda            |
| 15       | Bandera de los Países Bajos | Botic van de Zandschulp | 173   | Tercera ronda            |
| 16       | Bandera de Kazajistán       | Dmitry Popko            | 176   | Semifinales              |

- 1 Se ha tomado en cuenta el ranking del 16 de marzo de 2020.

### Otros participantes
Los siguientes jugadores recibieron una invitación (wild card), por lo tanto ingresan directamente al cuadro principal (WC):
- Jonáš Forejtek
- Lukáš Klein
- Jiří Lehečka
- Michael Vrbenský
- Stan Wawrinka

Los siguientes jugadores ingresan al cuadro principal tras disputar el cuadro clasificatorio (Q):
- Marek Gengel
- Gonçalo Oliveira

## Campeones

### Individual Masculino
- Aslan Karatsev derrotó en la final a  Tallon Griekspoor, 6–4, 7–6(6)

### Dobles Masculino
- Sander Arends /  David Pel derrotaron en la final a  André Göransson /  Gonçalo Oliveira, 7–5, 7–6(5)